# Brereton
Brereton is een civil parish in het bestuurlijke gebied Cheshire East, in het Engelse graafschap Cheshire met 1190 inwoners.